# Sebastián Ramos López
Sebastián Ramos López (Apartadó, Antioquia, Colombia; 23 de marzo de 1999) es un futbolista colombiano. Juega de centrocampista y su equipo actual es el Itagüí Leones Fútbol Club de la Categoría Primera B del Fútbol Profesional Colombiano.

## Trayectoria

### CD Estudiantil
Hizo parte de CD Estudiantil desde el año 2011, club al que perteneció después de dar sus primeros pasos en Belencito Soccer.

### Deportivo Independiente Medellín
Llegó a Deportivo Independiente Medellín en el año 2018 después de haber hecho temporadas muy buenas en todas las categorías juveniles de CD Estudiantil y siendo catalogado como uno de los mejores jugadores de fútbol de su edad en la ciudad de Medellín. Aunque no logró debutar en la primera división con el equipo antioqueño, se desempeñó de buena forma en el equipo juvenil (SUB 21) con el que salió campeón.

### Itagüí Leones Fútbol Club
Debutó el 30 de enero del 2022 en el encuentro vs Boca Juniors de Cali, disputó 80 minutos y estuvo involucrado en el penalti que abrió el marcador.

## Estadísticas
| Club                             | Div.                | Temporada           | Liga  | Liga  | Liga   | Copa Nacional | Copa Nacional | Copa Nacional | Copa Internacional | Copa Internacional | Copa Internacional | SUB 21 | SUB 21 | SUB 21 | Total | Total | Total  |
| Club                             | Div.                | Temporada           | Part. | Goles | Asist. | Part.         | Goles         | Asist.        | Part.              | Goles              | Asist.             | Part.  | Goles  | Asist. | Part. | Goles | Asist. |
| -------------------------------- | ------------------- | ------------------- | ----- | ----- | ------ | ------------- | ------------- | ------------- | ------------------ | ------------------ | ------------------ | ------ | ------ | ------ | ----- | ----- | ------ |
| Deportivo Independiente Medellín | 1.ª                 | 2018                | 0     | 0     | 0      | 0             | 0             | 0             | 0                  | 0                  | 0                  | 14     | 2      | 6      | 14    | 2     | 6      |
| Deportivo Independiente Medellín | Total               | Total               | 0     | 0     | 0      | 0             | 0             | 0             | 0                  | 0                  | 0                  | 14     | 2      | 6      | 14    | 2     | 6      |
| Deportivo Independiente Medellín | 1.ª                 | 2019                | 0     | 0     | 0      | 0             | 0             | 0             | 0                  | 0                  | 0                  | 18     | 4      | 7      | 18    | 4     | 7      |
| Deportivo Independiente Medellín | Total               | Total               | 0     | 0     | 0      | 0             | 0             | 0             | 0                  | 0                  | 0                  | 18     | 4      | 7      | 18    | 4     | 7      |
| Deportivo Independiente Medellín | 1.ª                 | 2020                | 0     | 0     | 0      | 0             | 0             | 0             | 0                  | 0                  | 0                  | 24     | 5      | 9      | 24    | 5     | 9      |
| Deportivo Independiente Medellín | Total               | Total               | 0     | 0     | 0      | 0             | 0             | 0             | 0                  | 0                  | 0                  | 24     | 5      | 9      | 24    | 5     | 9      |
| Deportivo Independiente Medellín | 1.ª                 | 2021                | 0     | 0     | 0      | 0             | 0             | 0             | -                  | -                  | -                  | -      | -      | -      | 0     | 0     | 0      |
| Deportivo Independiente Medellín | Total               | Total               | 0     | 0     | 0      | 0             | 0             | 0             | 0                  | 0                  | 0                  | 0      | 0      | 0      | 0     | 0     | 0      |
| Itagüí Leones Fútbol Club        | 2.ª                 | 2022                | 7     | 1     | 0      | 1             | 0             | 0             | -                  | -                  | -                  | -      | -      | -      | 8     | 1     | 0      |
| Itagüí Leones Fútbol Club        | Total               | Total               | 7     | 1     | 0      | 1             | 0             | 0             | 0                  | 0                  | 0                  | 0      | 0      | 0      | 8     | 1     | 0      |
| Total en su carrera              | Total en su carrera | Total en su carrera | 7     | 1     | 0      | 1             | 0             | 0             | 0                  | 0                  | 0                  | 56     | 11     | 22     | 64    | 12    | 22     |